# Louis Paulhan

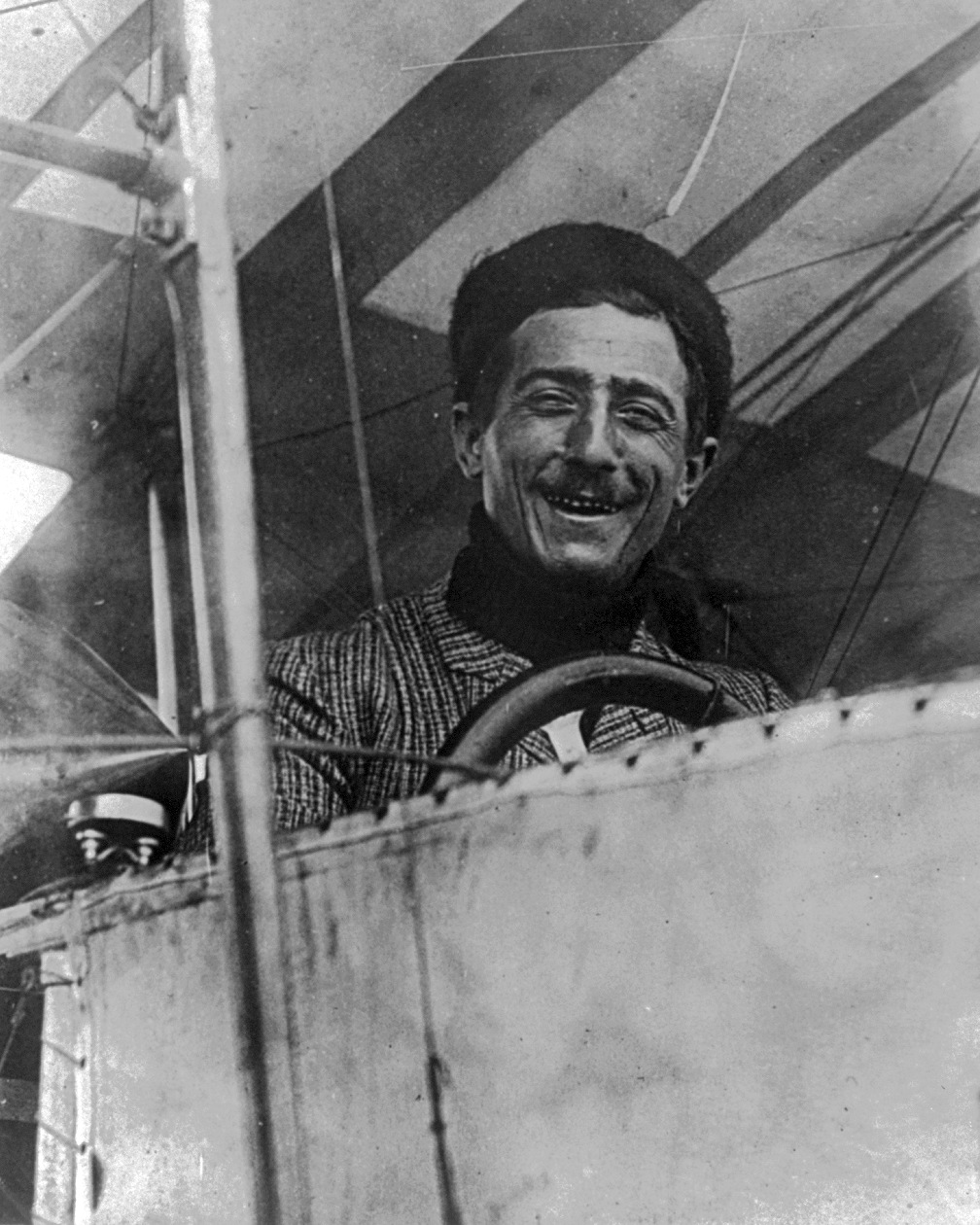
Louis Paulhan 1909

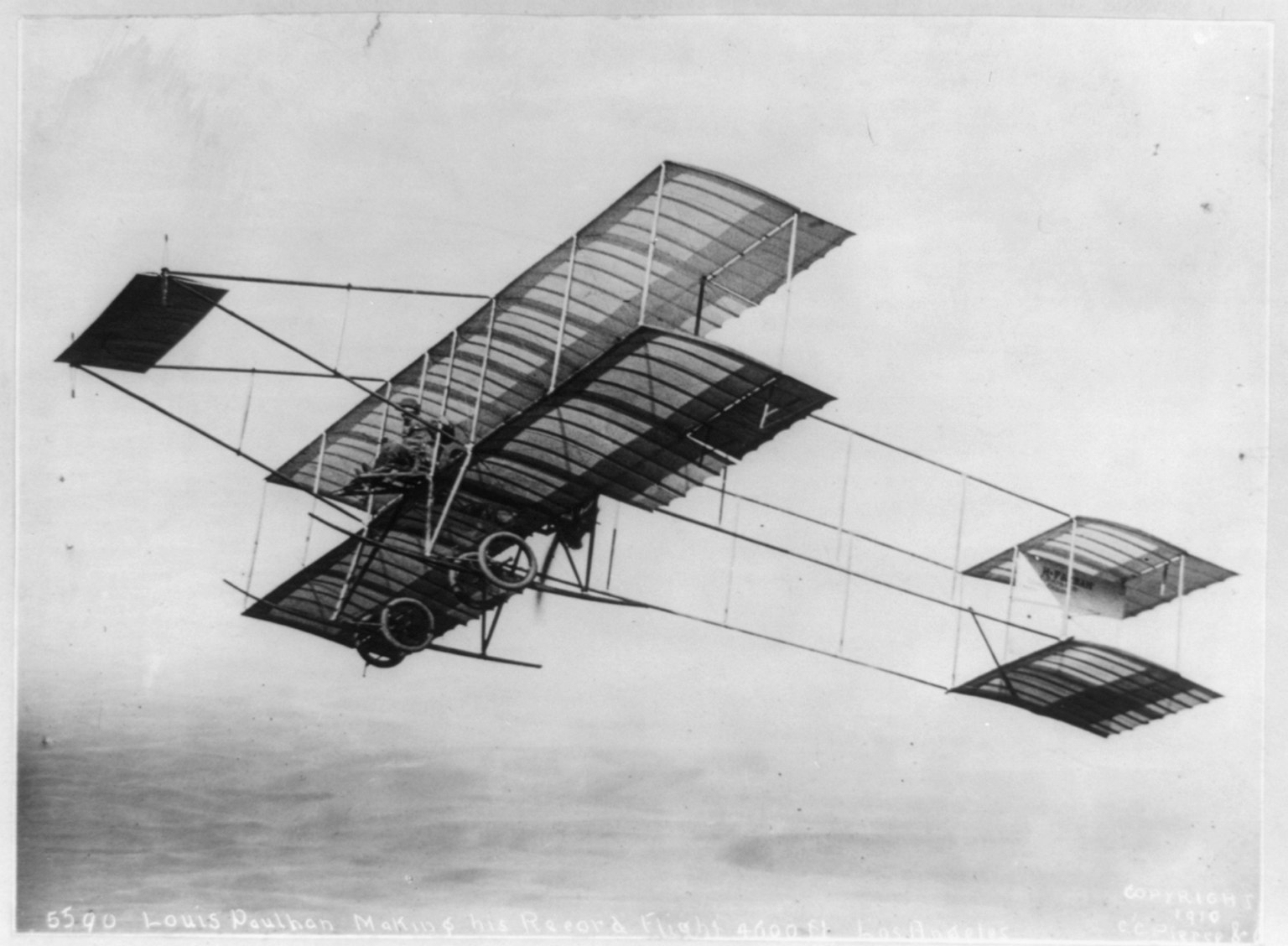
Paulhan 1910 bei seinem Rekordflug in Los Angeles

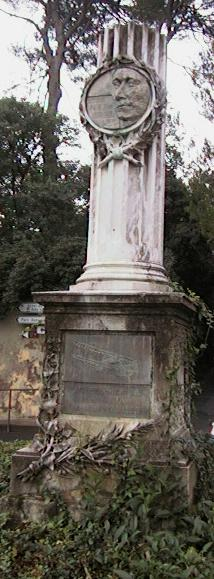
Monument in Pézenas

Louis Paulhan (* 1883 in Pézenas; † 10. Februar 1963 in Saint-Jean-de-Luz) war ein französischer Pilot.

## Leben und Wirken
Paulhan war ein Luftschiffkonstrukteur, der Interesse am Modellbau zeigte. Er gewann einen Modellbauwettbewerb, bei dem der erste Preis ein Bau des besten Modells in voller Größe gewesen wäre. Da das Modell jedoch sehr aufwändig hergestellt war, bot man ihm stattdessen eine Flugzeugzelle an. Paulhan beschaffte sich für die Zelle einen passenden Verbrennungsmotor, lernte fliegen und erwarb die Pilotenlizenz Nr. 10 in Frankreich. Paulhan machte bei Luftfahrtshows auf sich aufmerksam, etwa bei der in Douai 1909, wo er mehrere Wettbewerbe gewinnen konnte. Er absolvierte seinen ersten Rekordflug, bei dem er 134 km in 2 h 43 min 24 s zurücklegte. 1910 gelangen ihm weitere Rekorde:
- Auf dem Dominguez International Air Meet in Los Angeles vom 10. bis 20. Januar 1910 wurde er der große Flugstar. Seine Flugmanöver begeisterten die Zuschauer. Er setzte mit einer Farman III einen neuen Höhenrekord mit 1269 m und einen Dauerflugrekord mit 1 Stunde und 49 Minuten.

- Am 19. April 1910 stellte er einen neuen Überlandflugrekord auf. Mit einer Farman III flog er 186 km von Orleans bis nahe Trois.

- Am 27. und 28. April desselben Jahres gewann er das 300 km Luftrennen der Daily Mail zwischen London und Manchester. Er benötigte für 296,1 km rund 12 Stunden (erlaubt waren 24 Stunden) bei einer effektiven Flugzeit von 4 Stunden 12 Minuten und erhielt somit das Preisgeld von 10.000 Pfund Sterling.[1]

Im Jahre 1911 entwickelte er mit dem Luftfahrt-Theoretiker Victor Tatin den Eindecker Aero-Torpille mit Druckpropeller.
Im Ersten Weltkrieg nahm er als Jagdpilot teil. Nach dem Ende der Kämpfe betätigte er sich als Konstrukteur von Wasserflugzeugen.
Im Jahr 1927 gründete er zusammen mit den Luftfahrtexperten Robert Deté, Enea Bossi und Pierre Prier die Société Continentale Parker, mit dem Ziel moderne Verfahren der Oberflächentechnik in die französische Luftfahrtindustrie einzuführen. Dank guter Beziehungen gelang es eine Lizenz der Parker Rust-Proof, Detroit für die Phosphatierung zu erhalten, worauf dann ein Vertriebsabkommen mit der Udylite Corporation für Galvanotechnik folgte. Die Gesellschaft erlangte dominierende Marktpositionen, die sich in den Nachfolgeorganisationen Chemetall und Coventya fortsetzen.